# Colònia índia Lovelock
La Colònia índia Lovelock és una reserva índia a 40° 10′ 26″ N, 118° 29′ 00″ O / 40.17389°N,118.48333°O al comtat de Pershing, Nevada. La reserva fou establerta en 81.000 metres quadrats. En 1990 hi vivien 80 membres de la tribu. En 1992 hi havia enregistrades 110 persones. El titular de la reserva és la tribu paiute de la colònia índia Lovelock, tribu reconeguda federalment del comtat de Pershing (Nevada).

## Avui
La seu del consell tribal es troba a Lovelock (Nevada). Victor Mann és el portaveu tribal. The tribe is governed by a five-person tribal council.

## Notables paiutes de Lovelock
- Adrian C. Louis, autor i educador

## Bibliobrafia
- Pritzker, Barry M. A Native American Encyclopedia: History, Culture, and Peoples. Oxford: Oxford University Press, 2000. ISBN 978-0-19-513877-1.